# Антон Мария Салвиати
Антон Мария Салвиати (на италиански: Antonio Maria Salviati; * 21 януари 1537, Флоренция; † 26 април 1602, Рим) от рода Салвиати, е флорентински кардинал на католическата църква от 1583 г.

## Живот
Син е на Лоренцо Салвиати и Костанца Конти. Чичо е на кардиналите Бернардо Салвиати (1561) и Джовани Салвиати (1517), внуци на Лоренцо де Медичи и племенници на папа Лъв X. Роднина е и на кардиналите Лодовико Пико дела Мирандола (1712), Аламано Салвиати (1730) и Грегорио Салвиати (1777).
През 1561 г. става епископ на Сен Папул във Франция и след това апостолически нунций в страната. Папа Григорий XIII го номинира за кардинал на 12 декември 1583 г.
Неговият слуга и готвач е Чезаре Рипа (1555 – 1622), писател и учен.